# Стево Теодосиевски
Стево Теодосиевски (на македонска литературна норма: Стево Теодосиевски) е музикант от Република Македония, автор и изпълнител на циганска музика. Има повече от 100 сингъла и 20 албума.
Благодарение на популярността, която той и съпругата му Есма Реджепова имат през 1960-те и 1970-те години, те са наречени Кралят и кралицата на циганската музика по време на първия световен фестивал на ромската музика, проведен в Индия през 1976 г..
Съвместният им творчески път започва, когато тя е на 12 години. Тогава той я чува за първи път на прослушване в Скопие. Впечатлен от изпълнението ѝ, той склонява родителите ѝ да се съгласят да я подготви в изкуството на циганската музика, което и прави през следващите 10 години. След сватбата им си осиновяват общо 47 момчета и работят заедно до смъртта на Теодосиевски през 1997 г.
Останалите членове на групата му продължават да творят с Есма Реджепова.